# Hybocamenta discrepans
Hybocamenta discrepans är en skalbaggsart som beskrevs av Hermann Julius Kolbe 1914. Hybocamenta discrepans ingår i släktet Hybocamenta och familjen Melolonthidae. Inga underarter finns listade i Catalogue of Life.